# 봉천 호랑이 이상대
"봉천 호랑이 이상대"는 대한민국의 영화이다.

## 캐스팅
- 이기창 : 이상대 역
- 윤하빈 : 김학철 역
- 정유민 : 임춘옥 역
- 주성환 : 구로다 역
- 이장유 : 윤만복 역
- 장인보 : 최일보 역
- 박기덕 : 마쯔무라 역
- 박일목 : 박 선생 역